# Woody the Freeloader
Woody the Freeloader (em português: Pica-Pau Adotivo) é um filme distribuído pela Universal Pictures, dirigido por Paul J. Smith, produzido por Walter Lantz, animado por Al Coe e Les Kline.

## Enredo
O Pica-Pau (Grace Stafford) encontra uma mansão onde moram uma velha senhora (Grace Stafford) e Brutus (Dal McKennon), um cão alaranjado. Após ver a senhora dando um filé a Brutus, o Pica-Pau dá um golpe, se fingindo de machucado. A velha acolhe o Pica-Pau, sem saber que ele está querendo dar um golpe, e dá alpiste para ele, fazendo Brutus rir dele. Depois de receber um bife, o pássaro joga o osso do bife para fora da janela, fazendo Brutus cair no chafariz do quintal. Na cozinha, Pica-Pau assalta a geladeira, pegando uma galinha, e Brutus leva uma "rolada" por ficar com a galinha.
De repente, Brutus pega o Pica-Pau de surpresa e diz que ele deveria sair da casa, e este descobre que Brutus é um cão falante. Brutus joga o Pica-Pau para fora da janela, fazendo-o cair no chafariz. A velha põe o Pica-Pau de volta na cama e lhe dá uma sineta, para quando precisar de algo, é só tocar ela. Brutus leva uma sinetada, e tenta torcer o pescoço do Pica-Pau, mas acaba levando outra "rolada".
O Brutus precisa pegar a sineta, mas quando a pega, o Pica-Pau a toca. Para não levar uma "rolada", Brutus atira em cima do Pica-Pau o lambendo. O Brutus encobre a cabeça do Pica-Pau em sua boca, mas sua língua fica esburacada. O Pica-Pau se disfarça de abajur e Brutus acaba levando uma "ferrada", depois de ser enganado pelo Pica-Pau.
O Pica-Pau passa espuma rápida no Brutus, o fazendo parecer um cachorro louco, e então, liga para carrocinha. Após descobrir a farsa do Pica-Pau, a velha manda Brutus o atirar para fora da mansão. Depois de ser expulso, o Pica-Pau tenta um novo truque em uma casa que possui dois cães e que a porta tem uma placa anunciando: "Cuidado com o cão". Ele encontra a mansinha Chi Chi e o cão bravo Butch, que persegue o pássaro pela planície.

## Personagens
- Pica-Pau - Tentou enganar a velha, mas sem sucesso.
- Velha - Caiu na pegadinha do Pica-Pau, mas acabou a descobrindo.
- Brutus - Outra vítima da pegadinha do Pica-Pau.
- Chi Chi - Cadelinha mansinha na mesma casa de Butch.
- Butch - Cachorro bravo que mora na mesma casa que Chi Chi.